# Mesatunich (Tekax)
Mesatunich es una localidad del municipio de Tekax, estado de Yucatán, en México. 

## Toponimia
El nombre (Mesatunich) proviene del idioma maya.

## Demografía
Según el censo de 2005 realizado por el INEGI, la población de la localidad era de 5 habitantes, de los cuales 4 eran hombres y 1 eran mujeres.
| 0                           | 0 | 17 | 5 |
| (Fuente: INEGI [Consultar]) |   |    |   |